# عمران أباد (بارس أباد)
عمران‌ أباد هي قرية في مقاطعة بارس أباد، إيران. عدد سكان هذه القرية هو 758 في سنة 2006.